# Siergiej Pyżjanow
Siergiej Pyżjanow (ros. Серге́й Никола́евич Пыжья́нов, ur. 24 października 1960 w Kiemi) – rosyjski strzelec sportowy. W barwach Wspólnoty Niepodległych Państw srebrny medalista olimpijski z Barcelony.
Brał udział w trzech igrzyskach (IO 80, IO 92, IO 96). W 1992 zajął drugie miejsce na dystansie 10 metrów w pistolecie pneumatycznym. W 1989, w barwach Związku Radzieckiego, indywidualnie był pierwszy na mistrzostwach świata w tej konkurencji. W 1991 był pierwszy na mistrzostwach Europy, drugi w 1987, w 1989 i 1999 zdobył brąz tej imprezy. Był medalistą mistrzostw świata i Europy był również w innych konkurencjach pistoletowych. M.in. zdobył złoto mistrzostw świata w 1986 i brąz w 1990 w pistolecie dowolnym na dystansie 50 metrów.